# One Cold Night
One Cold Night è un album dal vivo della band post-grunge sudafricana Seether, pubblicato nel 2006. L'album è la registrazione di un concerto svoltosi, completamente in versione acustica, il 22 febbraio 2006 al Grape Street Club a Filadelfia, PA.

## Tracce
1. Gasoline – 2:57
2. Driven Under – 4:58
3. Diseased – 3:46
4. Truth – 5:15
5. Immortality – 5:02 – Cover dei Pearl Jam
6. Tied My Hands – 5:16
7. Sympathetic – 4:12
8. Fine Again – 5:05
9. Broken – 4:17
10. The Gift – 5:36
11. Remedy – 3:41
12. Plastic Man – 3:34
13. The Gift (Alternate Mix) – 4:24 – Registrata in studio